# Хайнрих фон Близкастел (епископ на Вердюн)
Хайнрих фон Близкастел (на немски: Heinrich von Blieskastel, Bishop of Verdun; Heinrich II., Graf von Castel; на френски: Henri II de Castres; на латински: Henricus de Castris; Henricus de Castris Virdunensis episcopus; † 1196) от фамилията на графовете на Близкастел, е епископ на Вердюн (1180 – 1186).

## Произход и духовна кариера
Той е син на граф Фолмар I фон Близкастел († сл. 1179) и съпругата му графиня Клеменция фон Мец († сл. 1179), дъщеря на граф Фолмар V фон Мец-Хомбург († 1145) и графиня Мехтилд фон Егисхайм-Дагсбург († 1157).
Хайнрих фон Близкастел първо е каноник в църквата „Св. Ламберт“ в Лиеж. През 1180 г. е избран за епископ на Вердюн. През 1187 г. той се отказва от службата си и се връща в Лиеж („Leodium venit“).
Умира през 1196 г. и е погребан в църквата Св. Ламберт в Лиеж.